# サゥザンド・ナイツ/スペーシィ・ラブ
「サゥザンド・ナイツ／スペーシィ・ラブ 」（Thousand Nights / Spacy Love）は、1978年7月25日にリリースされた、原田真二5作目のシングルである。

## 解説
前作に引き続き両A面シングルという形がとられたが、テレビでは「サゥザンド・ナイツ｣の方が披露された。
当時は軟弱に見られるのが嫌で、この作品の頃から本気で脱アイドルの思いが強くなり意識的にロック色を強めていったが、歌詞の内容は、"アラビアンナイト（千夜一夜物語）"の世界と当時流行の宇宙SFものをモチーフにした2曲。
この作品を最後に松本隆とのコンビを解消し、この後は完全なセルフプロデュース路線へと移行する。

## 収録曲
- 全曲、作詞：松本隆　作曲・編曲：原田真二

1. サゥザンド・ナイツ (3分57秒)
2. スペーシィ・ラブ (3分54秒)

## 収録アルバム
ベスト
- 『GOLDEN☆BEST 原田真二 OUR SONG〜彼の歌は君の歌〜』（#1）
- 『原田真二 ザ・ベスト』（#1）
- 『THE WORLD OF SHINJI HARADA〜原田真二の世界〜』（#2）

ライブ
- 『Shinji Harada at Budokan '78〜Time Travel〜』（#1）